# Castellers del Foix de Cubelles
Els Castellers del Foix de Cubelles van néixer el 2019 quan un grup de veïnes i veïns de la vila de Cubelles es van començar a reunir amb la intenció de carregar un pilar de 4 amb motiu de l'arribada de la Flama del Canigó d'aquell any. Els organitzadors de l’esdeveniment van contactar amb el cubellenc Àngel Moreno, membre històric dels Castellers de Vilafranca, qui va anar donant veus fins a agrupar un nombrós grups de castelleres i castellers que acabarien esdevenint el germen de la futura colla, constituïda formalment el mes de novembre de 2019. La colla agafa el relleu de la Jove Colla Castellera de Cubelles, activa entre 1994 i 1995 i que arribaria a actuar a la vila en dues ocasions. El color de la camisa és el blau turquesa i els seus padrins són els Castellers de Vilafranca i els Bordegassos de Vilanova.

## Història

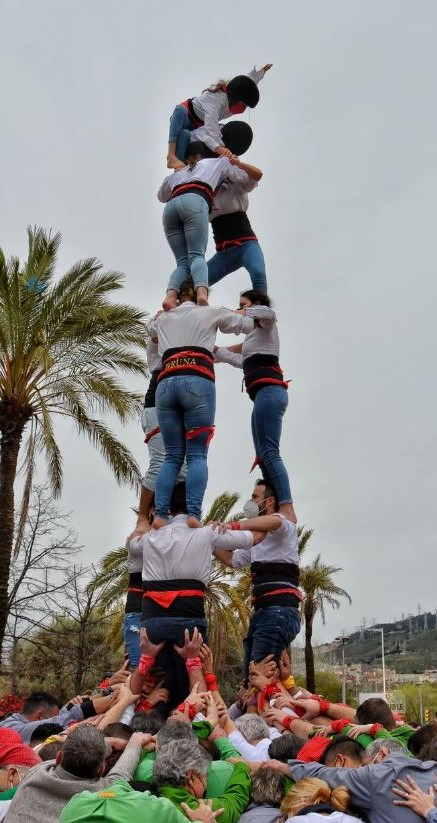
Primer 3d6 de la colla.

El primer assaig va tenir lloc el 15 de març de 2019, a la cruïlla entre el carrer Major i el de Remigi Juncà, just a tocar de la font situada al davant de la plaça de la Vila. Després de tres mesos i escaig d'intensa feina, va arribar el dia de la seva primera actuació, el 23 de juny. Hi van participar una seixantena de castellers, sense cap nom encara, amb la camisa blanca, els mocadors que va pagar l'Ajuntament com a agraïment per l'actuació i uns cascs cedits pels Bordegassos i els Castellers de Vilafranca.
Amb tot, davant de la bona acollida que estava generant la iniciativa i aprofitant l'embranzida dels assaigs, des de l'Ajuntament es va oferir al grup la possibilitat de prendre part del pregó de la Festa Major als Jardins de Can Travé, el 14 d'agost. La idea es va plantejar al col·lectiu just uns dies abans de l’actuació del dia de la revetlla, sent acceptada de manera unànime i ampliant-se així els assaigs durant el mes de juliol i començaments d'agost. A partir d'aquestes noves trobades sorgiria la idea de constituir definitivament una nova colla castellera. Allà mateix, a peu de plaça, va sortir la primera junta, encarregada de complimentar tots els tràmits per donar d'alta l'entitat.
La primera sortida fora de Cubelles va ser a Coma-ruga, en un acte d'homenatge a Eduard Manchón i Molina, el 3 d'agost de 2019, i la primera actuació de tres rondes, amb construccions de cinc, va tenir lloc el 6 de setembre per la Festa de la Verema.

## Primeres temporades

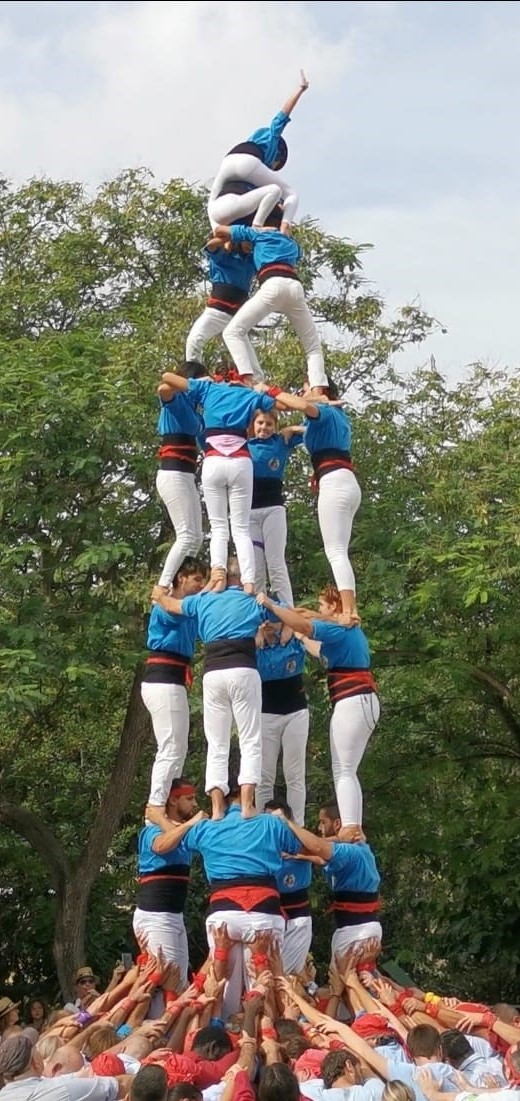
Primer 4d7 dels Castellers del Foix

Amb l'aturada provocada per la pandèmia de la COVID-19, l'activitat de la colla es va frenar en sec fins a la temporada 2022, la primera on els Castellers del Foix van prendre part amb una relativa normalitat.
El 30 de gener van participar en les Decennals 2021+1 de Valls, amb un pilar a la plaça del Blat, i el 3 d'abril, encara amb camisa blanca, van descarregar el seu primer 3d6 a Santa Coloma de Gramenet. El 26 de juny, a la plaça de la Vila, estrenaven la camisa blau turquesa i un mes més tard, per la Festa Major petita, el 30 de juliol, completaven la seva primera actuació sencera de castells de 6 pisos de la colla, amb el 3d6 i l'estrena del 4 de 6 i del 3 de 6 amb agulla. A finals de temporada, el 9 d'octubre a Molins de Rei, es descarregava per primer cop la torre de 6.
La temporada 2023 va incloure dues actuacions fora del Principat. La primera a Benaoján (Màlaga) el cap de setmana del 25 i 26 de febrer i, posteriorment, el 3 de juny a Algemesí (La Ribera Alta), on van actuar convidats per la colla local de la muixeranga i on van descarregar per primer cop el 4 de 6 amb agulla i van fer el seu primer intent de castell de 7, el 3 de 7 que van desmuntat amb els dosos ja col·locats.
La progressió de la colla, però, seguiria a l'alça amb les estrenes el 17 de setembre del 5 de 6 i el pilar de 5, descarregats durant la Diada del Local dels Minyons de l'Arboç.
La gran fita de la temporada va arribar el 15 d'octubre a Vespella de Gaià, quan els Castellers del Foix de Cubelles van descarregar el seu primer 4 de 7, un èxit que els valdria el premi Baròmetre en ser l’única colla, juntament amb la Colla Castellera de l'Esquerra de l'Eixample, en créixer un pis durant el 2023. L'actuació, la millor fins aleshores, es va completar amb el 5 de 6, la torre de 6 i el pilar de 5.

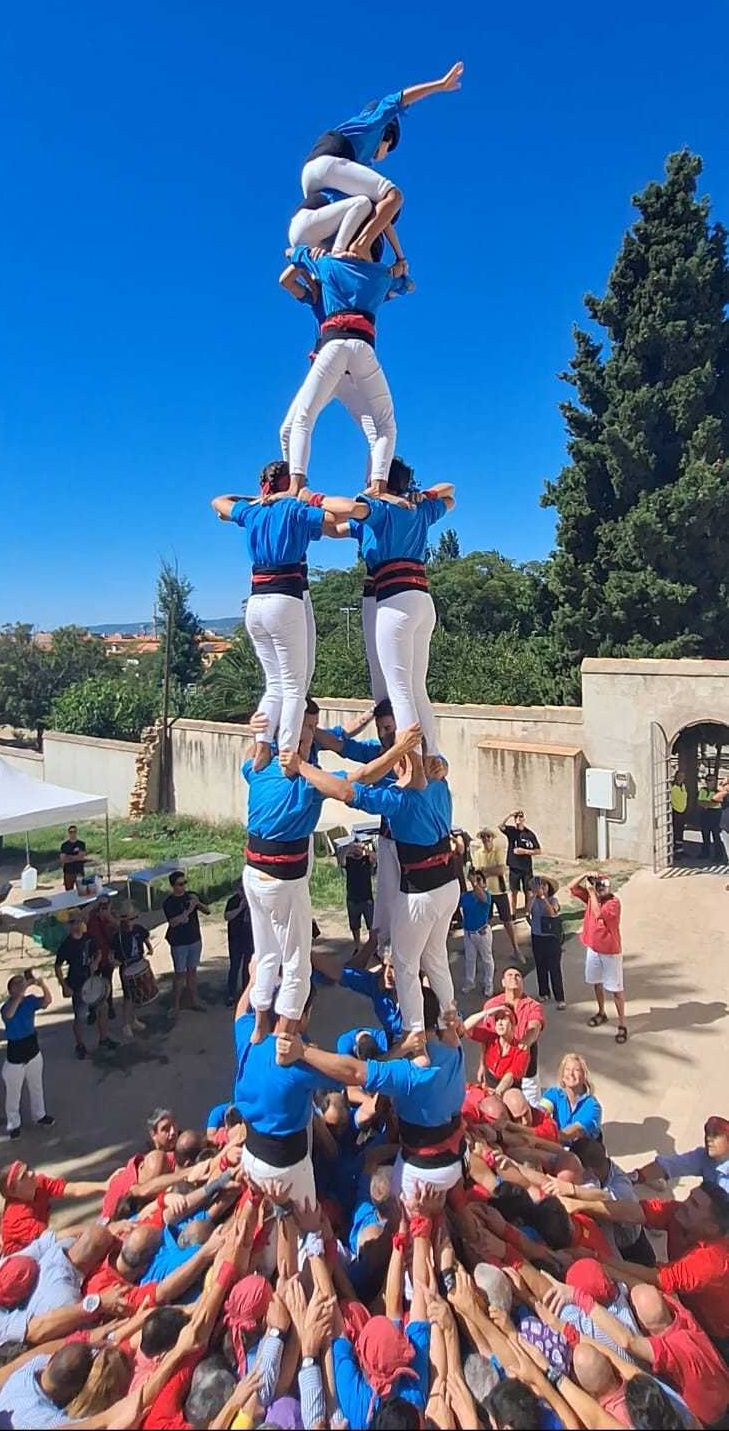
4 de 7 reeditat el 2024

Durant la temporada 2024, encara com a colla en formació, els Castellers del Foix de Cubelles han seguit evolucionant i ampliant el seu repertori de castells. El 6 de juny a la Festa Major de Baix a Mar de Vilanova i la Geltrú van descarregar el primer 7 de 6. El 7 de juliol en la Diada de la colla van actuar conjuntament amb els Nens del Vendrell i els Bordegassos de Vilanova en una jornada històrica per Cubelles ja que ambdues colles convidades van fer els primers castells de vuit de la història de la vila. El 15 de setembre els Castellers del Foix van reeditar el seu màxim castell, el 4 de 7 en la Diada del local dels Minyons de l'Arboç.
En la recta final de l'any, es van fixar l'objectiu de lluitar per aconseguir ser la colla més completa de 6 en un bonic frec a frec amb els Castellers de Viladecans. A finals del mes d'octubre s'aconseguia el primer 5 de 6 amb l'agulla i durant el mes de novembre el 3 de 6 aixecat per sota i el 7 de 6 amb l'agulla. Amb la realització d'aquests castells, els Castellers del Foix de Cubelles es van convertir en la primera i única colla que aconseguia completar tots els castells de sis en una sola temporada, fet que els ha valgut per recollir el trofeu Baròmetre "Gamma Estrella" a la colla més completa en aquesta gamma a la Nit de Castells.

## Castells
En la següent taula es reflecteix el progrés de la colla en la seva evolució dins les gammes d'estructures castelleres descarregades a través del temps:
Llegenda: D(C)IID
|       |         |      |      |      | Gamma de 6 | Gamma de 6 | Gamma de 6 | Gamma de 6 | Gamma de 6 | Gamma de 6 | Gamma de 6 | Gamma de 6 | Gamma de 6 | Gamma de 6 | Gamma de 6 | Gamma de 7 | Gamma de 7 | Gamma de 7 | Gamma de 7 | Gamma de 7 | Gamma de 7 | Gamma de 7 | Gamma de 7 | Gamma de 7 | Gamma de 7 |           |
|       | Pd4     | Pd4b | Pd4c | Pd4s | 4d6        | 3d6        | 3d6p       | 4d6p       | 7d6        | 5d6        | 7d6p       | 5d6p       | 3d6s       | 2d6        | Pd5        | 9d6        | 4d7        | 3d7        | 3d7p       | 4d7p       | 7d7        | 5d7        | 7d7p       | 5d7p       | 3d7s       | TOTAL     |
| 2022  | 24      |      | 1    | 4    | 3(1)1      | 101        | 51         |            |            |            |            |            |            | 1(1)1      |            |            |            |            |            |            |            |            |            |            |            | 48(2)4    |
| 2023  | 63(2)   | 1    | 2    | 5    | 12         | 112        | 121        | 61         |            | 3          |            |            |            | 9          | 3          |            | 1          | 01         |            |            |            |            |            |            |            | 128(2)8   |
| 2024  | 46      |      | 3    | 1    | 61         | 111        | 1013       | 31         | 1          | 6          | 1          | 1          | 1          | 11         | 5          |            | 18         |            |            |            |            |            |            |            |            | 107214    |
| 2025  | 183     |      |      | 3    | 31         | 62         | 54         | 2          |            |            |            |            |            | 1(1)2      |            |            | 1          |            |            |            |            |            |            |            |            | 39(1)13   |
| TOTAL | 151(2)2 | 1    | 6    | 13   | 24(1)3     | 386        | 3219       | 111        | 1          | 93         | 1          | 1          | 1          | 22(2)3     | 8          |            | 39         | 01         |            |            |            |            |            |            |            | 322(5)239 |